# Delicate Sound of Thunder
Delicate Sound of Thunder – koncertowy album zespołu Pink Floyd, wydany w 1988 roku. Utwory znajdujące się na tym albumie zostały zarejestrowane w sierpniu 1988 roku, w Nowym Jorku.
Pierwsza płyta nie licząc "Shine on You Crazy Diamond" prezentuje utwory z A Momentary Lapse of Reason. Druga płyta przedstawia największe przeboje zespołu. Piosenka "Us and Them" znalazła się tylko w wersji CD i na kasecie, a w wersji rozszerzonej, utwór "Another Brick in the Wall II" jest tuż za piosenką "Wish You Were Here".
Album w Polsce uzyskał certyfikat złotej płyty.

## Lista utworów

### CD 1
| Nr | Tytuł                                                            | Długość |
| -- | ---------------------------------------------------------------- | ------- |
| 1. | "Shine on You Crazy Diamond (Parts I-V)" (Waters/Gilmour/Wright) | 11:53   |
| 2. | "Learning To Fly" (Gilmour/Moore/Ezrin/Carin)                    | 5:27    |
| 3. | "Yet Another Movie" (Gilmour/Leonard)                            | 6:21    |
| 4. | "Round And Around" (Gilmour)                                     | 0:33    |
| 5. | "Sorrow" (Gilmour)                                               | 9:28    |
| 6. | "The Dogs Of War" (Gilmour/Moore)                                | 7:19    |
| 7. | "On The Turning Away" (Gilmour/Moore)                            | 7:59    |

### CD 2
| Nr | Tytuł                                             | Długość |
| -- | ------------------------------------------------- | ------- |
| 1. | "One of These Days" (Waters/Gilmour/Wright/Mason) | 6:15    |
| 2. | "Time" (Mason/Waters/Wright/Gilmour)              | 5:17    |
| 3. | "Wish You Were Here" (Waters/Gilmour)             | 4:49    |
| 4. | "Us and Them" (Waters/Wright)                     | 7:22    |
| 5. | "Money" (Waters)                                  | 9:52    |
| 6. | "Another Brick in the Wall, Part II" (Waters)     | 5:29    |
| 7. | "Comfortably Numb" (Gilmour/Waters)               | 8:57    |
| 8. | "Run Like Hell" (Gilmour/Waters)                  | 7:12    |

## Utwory pominięte na tym albumie
Na koncertach znalazły się także utwory, których nie ma na albumie:
- "Signs of Life" *
- "A New Machine"
- "Terminal Frost"
- "On the Run" *
- "The Great Gig in the Sky" *
- "Welcome to the Machine"
- "One Slip" *

Utwory z gwiazdką (*) są zawarte w wersji wideo.

## Twórcy
- David Gilmour – śpiew, gitara,
- Nick Mason – perkusja
- Richard Wright – śpiew, instrumenty klawiszowe
- Guy Pratt – gitara basowa, śpiew
- Jon Carin – instrumenty klawiszowe, śpiew
- Tim Renwick – gitara, śpiew
- Gary Wallis – instrumenty perkusyjne
- Scott Page – saksofon
- Margaret Taylor – chórki
- Rachel Fury – chórki
- Durga McBroom – chórki